# استرلینگ سیتی (تگزاس)
استرلینگ سیتی، تگزاس(به انگلیسی: Sterling City, Texas) شهری در ایالت تگزاس از ایالات جنوبی ایالات متحده آمریکا است. در سرشماری سال ۲۰۰۰، جمعیت این شهر ۱۰۸۱ نفر اعلام شد.

## نگارخانه

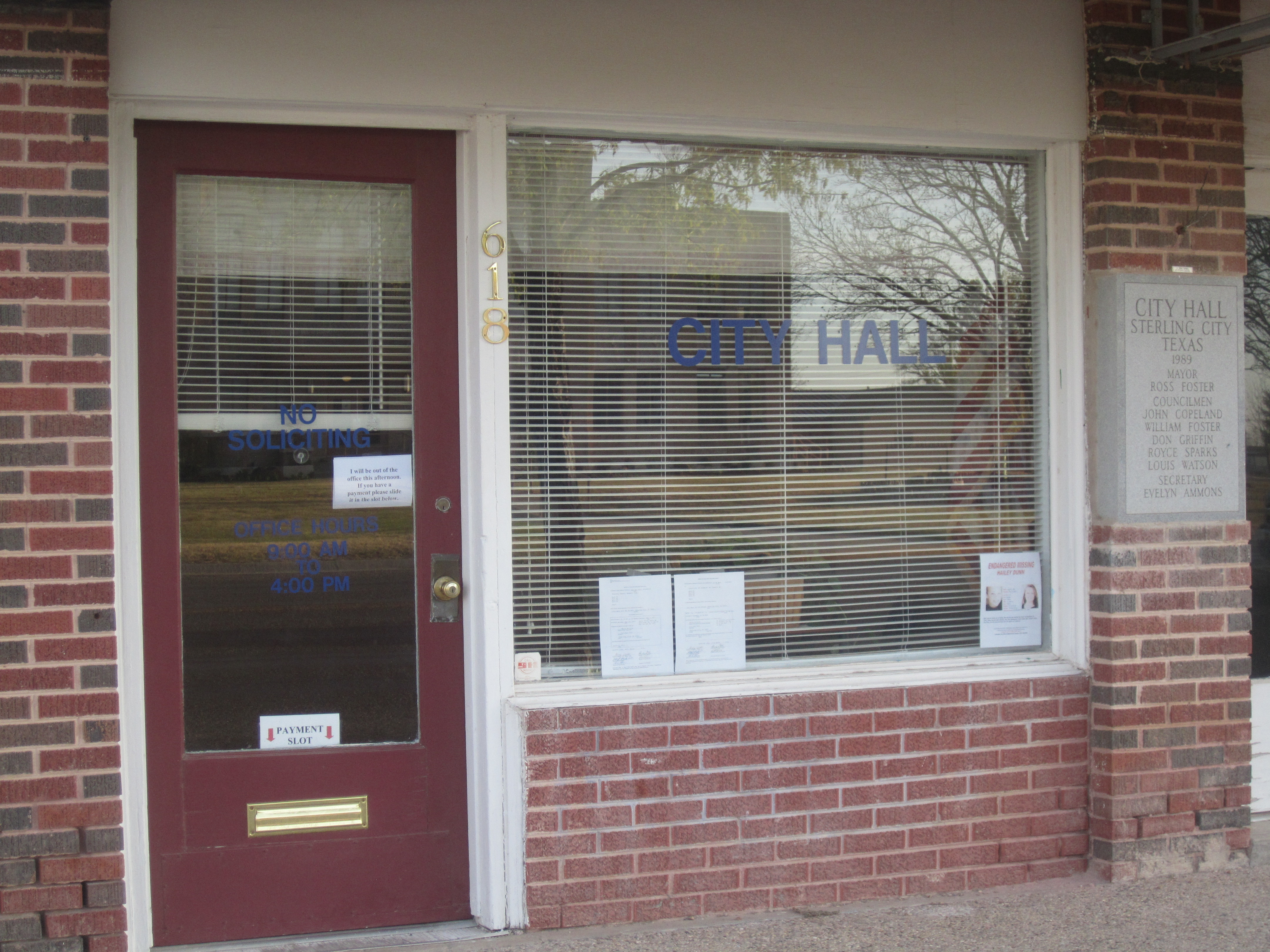
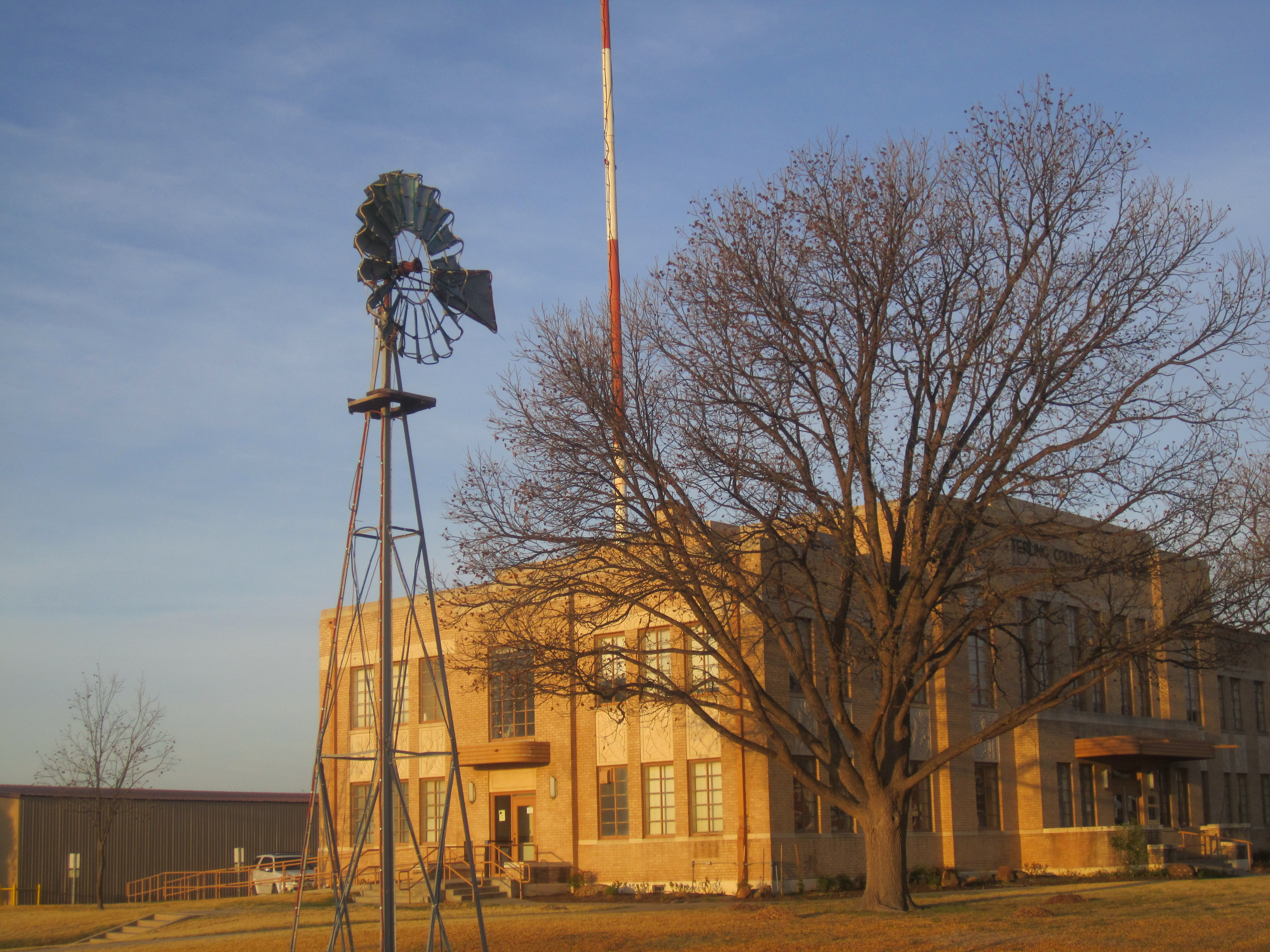
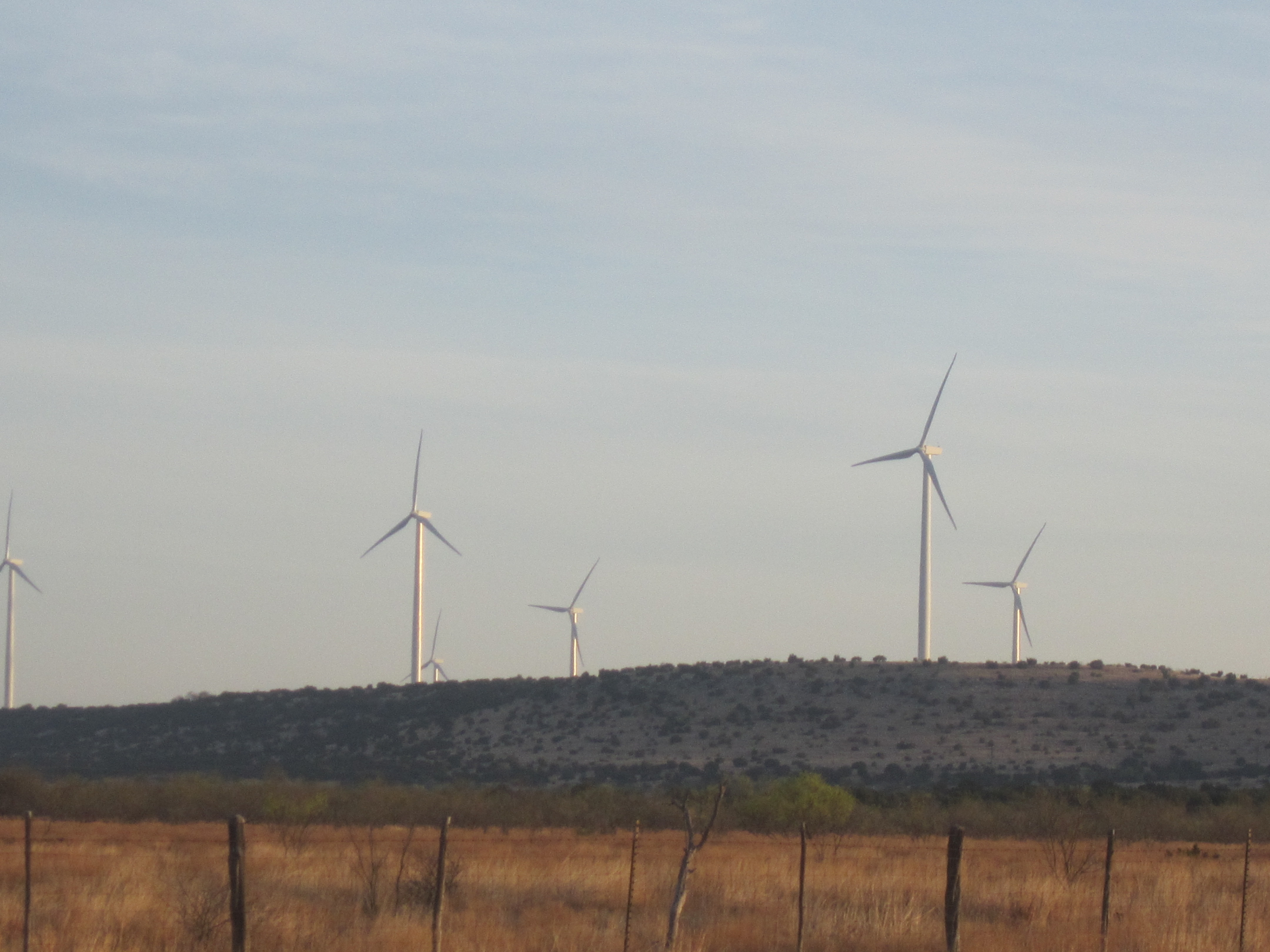
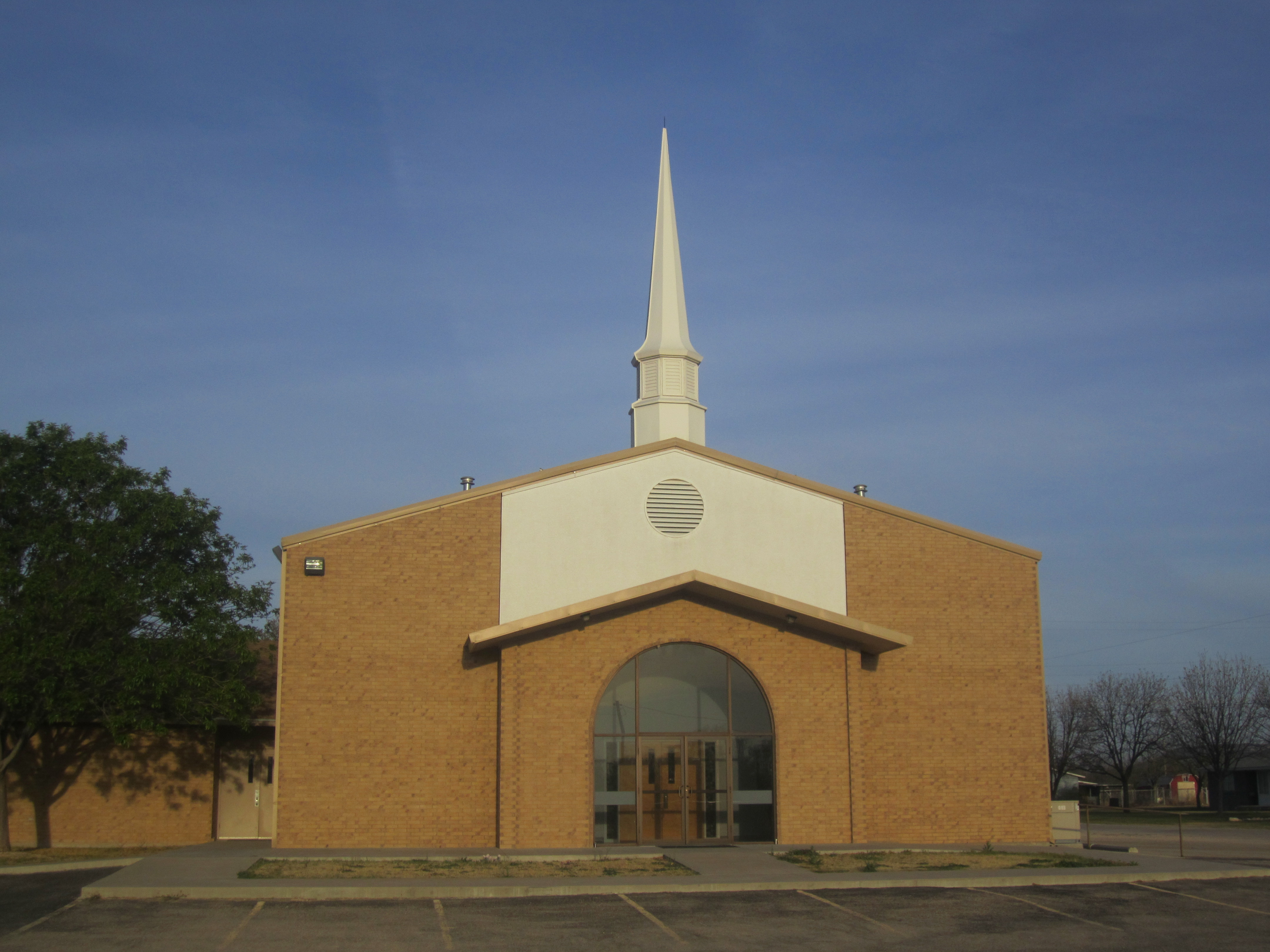